# Tome (Miyagi)
Tome (登米市 Tome-shi?) es una ciudad localizada en la prefectura de Miyagi, Japón. En octubre de 2018 tenía una población de 78.983 habitantes y una densidad de población de 147 personas por km². Su área total es de 536,12 km².

## Geografía

### Municipios circundantes
- Prefectura de Miyagi
  - Ishinomaki
  - Kurihara
  - Ōsaki
  - Kesennuma
  - Wakuya
  - Minamisanriku
- Prefectura de Iwate
  - Ichinoseki

## Demografía
Según datos del censo japonés, la población de Tome ha disminuido en los últimos años.
| Año del censo | Población |
| ------------- | --------- |
| 1995          | 96.832    |
| 2000          | 93.769    |
| 2005          | 89.316    |
| 2010          | 83.969    |
| 2015          | 81.959    |